# Aéroport International Del Caribe Santiago Mariño
Pour les articles homonymes, voir Porlamar (homonymie).
L'aéroport Del Caribe ou aéroport International Santiago Mariño (code IATA : PMV • code OACI : SVMG), aussi appelé aéroport de Porlamar ou aéroport de Margarita, est situé à 21 km à l'ouest de la ville de Porlamar, principale ville de l'île de Margarita, au Venezuela, et à seulement 8 km de la station touristique El Yake.

## Situation
| Barcelona Barquisimeto Caracas Ciudad · Bolívar Ciudad Guayana Mérida Coro Cumaná El Vigía Maracaibo Porlamar Puerto · Ayacucho Punto Fijo San Fernando de Apure San Tomé Valencia Los Roques La Fría Maturín Canaima |

## Compagnies et destinations
| Compagnies         | Destinations |
| ------------------ | --- |
| Aerolineas Estelar | Caracas-Maiquetía |
| Aeropostal         | Caracas-Maiquetía, Las Piedras |
| Avior Airlines     | Barcelona (Vénézuela), Caracas-Maiquetía |
| Conviasa           | - Acarigua-Oswaldo Guevara Mujica (en), - Bridgetown-Grantley-Adams, - Barcelona (Vénézuela), - Barinas, - Barquisimeto, - Caracas-Maiquetía, - Ciudad Guayana, - El Vigia, - Isla de Coche (en), - La Fría (en), - Maracaibo-La Chinita, - Maturín, - Santo Domingo, Venezuela (en), - Tucupita, - Valencia A. Michelena |
| LASER Airlines     | Caracas-Maiquetía, Valencia A. Michelena |
| Nordwind Airlines  | En saison charter : Moscou Chérémétiévo |
| RUTACA Airlines    | Caracas-Maiquetía Charter : Port-d'Espagne - Piarco |
| Turpial Airlines   | Valencia A. Michelena |
| Venezolana         | Caracas-Maiquetía, Maracaibo-La Chinita |

Édité le 02/10/2022  Actualisé le 6/12/2023

## Sources et Liens externes
article en espagnol, article en anglais
- Aeropuerto de Margarita (page officielle)
- World Aero Data